# مريم جمال
مريم يوسف جمال (الأمهرية: ማሪያም ዩሱፍ ጃማል؟) (الاسم عند الولادة زينيبيتش تولا) (مواليد 16 سبتمبر 1984) عداءة مسافات متوسطة بحرينية الجنسية إثيوبية المولد. هي أول رياضية بحرينية تحصد ميدالية أولمبية وهي الميدالية البرونزية في سباق 1500 متر في دورة الألعاب الأولمبية الصيفية 2012 في لندن.
ولدت في إثيوبيا وقد كان عام 2005 أول موسم احترافي كامل لها. حطمت الرقم القياسي البحريني في سباق 3000 متر بزمن قدره 8:28.87 دقيقة في في سباق في أوسلو. مريم توجت ببطولة العالم في سباق 1500 متر مرتين في 2007 و2009.
مثلت البحرين في دورة الألعاب الأولمبية الصيفية 2008 في بكين حيث حلت خامسة في سباق 1500 متر. حققت مريم الكثير من النجاح حيث فازت بميداليتين ذهبيتين في دورة الألعاب الآسيوية 2006 بالإضافة إلى بطولة آسيا لاختراق الضاحية في عامي 2007 و2009.

## النشأة والهجرة
ولدت مريم في منطقة أرسي في منطقة أوروميا في إثيوبيا وهي منطقة مشهورة لعدائي المسافات الطويلة مثل هايلي جبريسيلاسي وكينينيسا بيكيلي وتيرونيش ديبابا. مريم مسلمة وتنتمي عرقيا لشعب أورومو.
في وقت لاحق غادرت مريم إثيوبيا مع زوجها طارق يعقوب بسبب المشاكل السياسية والاقتصادية. شاركت في تصفيات دورة الألعاب الأولمبية الصيفية 2004 واكن الاتحاد الإثيوبي لألعاب القوى قرر استبعادها بسبب بسبب المنافسة في البلاد فضلا عن السياسة.
في عام 2004 طلبت مريم بمعية زوجها حق اللجوء السياسي في لوزان بسويسرا. تقدمت بعدة طلبات للحصول على عدة جنسيات حتى نجحت في الحصول على الجنسية البحرينية نفس العام. تقدمت في البداية بطلب للحصول على الجنسية في الولايات المتحدة وكندا وفرنسا. كانت البحرين حريصة على تلميع صورتها الرياضية لذا قررت منح الجنسية لها مقابل تغيير اسمها إلى اسم عربي ونتيجة لذلك تنافست باسم البحرين في أول بطولة وهي دورة الألعاب الآسيوية 2006 في العاصمة القطرية الدوحة.
غالبا ما تتدرب مريم في مقرها في سان موريتز بلوزان على يد زوجها طارق يعقوب (الذي كان مناشو تايي قبل منحه الجنسية البحرينية مع زوجته).

## التنافس لصالح البحرين

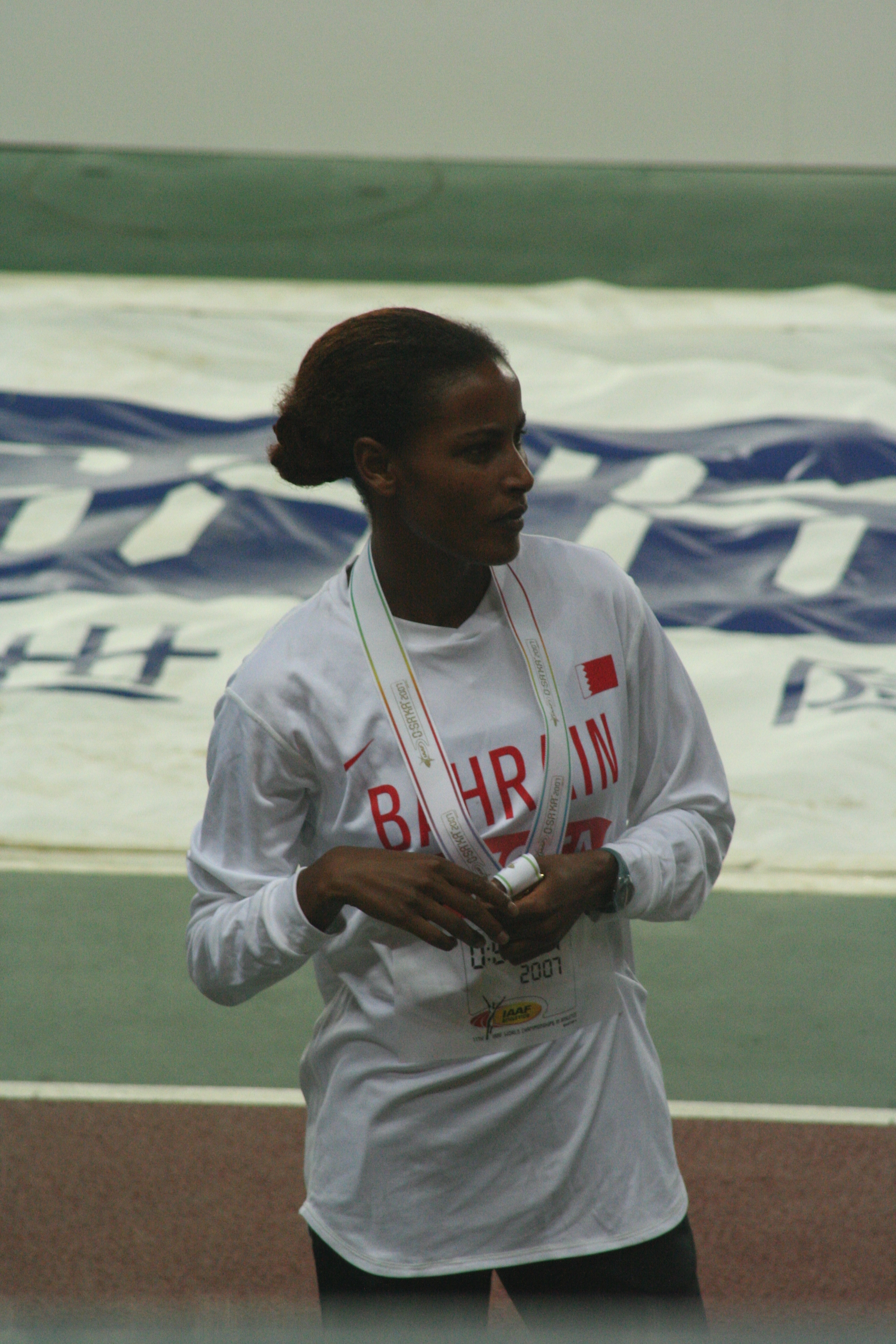
مريم جمال

شاركت مريم في بطولة العالم لألعاب القوى 2005 ولكن تم عرقلتها قبل خط النهاية من قبل الروسية يوليا تشيزينكو التي حلت ثانية خلف مواطنتها تاتيانا توماشوفا ولكن قررت اللجنة المنظمة استبعاد تشيزينكو من السباق وسحب الميدالية الفضية منها ومنحها لصاحبة المركز الثالث أولغا ييجوروفا. بعد ذلك بوقت قصير تغلبت مريم على توماشوفا في نهائي ألعاب القوى العالمي 2005 وحلت أولى ونالت الميدالية الذهبية. بعد حصولها على الميدالية البرونزية في بطولة العالم لألعاب القوى داخل الصالات 2006 فازت جمال على توماشوفا مرتين في أحداث كبرى في العام التالي في سباق 1500 متر في بطولة كأس العالم لألعاب القوى 2006 نهائي ألعاب القوى العالمي 2006. أنهت العام بفوزها بذهبتي سباقي 800 متر و1500 متر في دورة الألعاب الآسيوية 2006.
في عام 2007 قررت تغيير تخصصها إلى العدو الريفي حيث حلت أولى بطولة آسيا لاختراق الضاحية. في بطولة العالم لألعاب القوى 2007 في أوساكا باليابان تخطت مريم يلينا سوبوليفا في آخر 200 متر لتفوز بذهبية سباق 1500 متر وهي الميدالية الذهبية الوحيدة للبحرين. وهو يعتبر الفوز الثالث على التوالي لمريم في نهائي ألعاب القوى العالمي متفوقة على سوبوليفا التي تم استبعادها لاستبدالها عينة البول لتجنب اختبار المخدرات.
في بداية الموسم التالي شاركت في بطولة العالم لألعاب القوى داخل الصالات 2008 حيث حلت ثانية خلف الإثيوبية جيليتي بوركا في سباق 1500 متر. حطمت سوبيليفا الرقم القياسي العالمي ولكن في وقت لاحق تم تجريدها من اللقب. نالت بوركا الميدالية الذهبية بينما حصلبت مريم على الميدالية الفضية حيث حطمت الرقم القياسي الآسيوي بتسجيلها زمن قدره 3:59.79 دقيقة. لم تستطع مريم استغلال نجاحاتها في دورة الألعاب الأولمبية الصيفية 2008 حيث حلت خامسة في سباق 1500 متر. أنهت العام بفوزها بذهبية سباق 1500 متر في نهائي ألعاب القوى العالمي 2008.
أصبحت مريم أول رياضية تفوز مرتين ببطولة آسيا لاختراق الضاحية. شاركت في بطولة العالم للعدو الريفي 2009 حيث حلت تاسعة. للتعويض عن هزيمتها الأولمبية دافعت عن لقبها العالمي بفوزها في بطولة العالم لألعاب القوى 2009 متفوقة على البريطانية ليزا دوبريسكي عند خط النهاية. احتلال المركز الرابع في نهائي ألعاب القوى العالمي 2009 وضع حد لموسم ناجح.
في عام 2010 تنافست مريم في الدوري الماسي حيث حلت ثانية خلف الإثيوبية سينتاييهو إجيجو في هيركوليز. في وقت لاحق من هذا الموسم حافظت على لقبها في سباق 1500 متر في دورة الألعاب الآسيوية 2010. افتتحت مريم في وقت لاحق عام 2011 بفوزها في بطولة عبر أوروبا لتخلف مواطنتها ميمي بيليتي التي حققت اللقب في العام السابق.

## جدال
بعد فوزها في سباق 3000 متر في أوسلو في 14 يوليو 2005 نشرت صورة لها في جميع أنحاء الصحافة الرياضية الدولية. الزي المكون من السراويل القصيرة والقميص بلا أكمام تسبب في غضب طفيف في البحرين من قبل النائب حمد المهندي. في عام 2004 تنافست البحرينية رقية الغسرة في دورة الألعاب الأولمبية الصيفية 2004 بزي غطاها بالكامل. قال نائب رئيس الاتحاد البحريني لألعاب القوى محمد جمال أن الاتحاد يخطط بالفعل لإعطاء الرياضية مريم جمال زي جديد يغطي بطنها وساقيها وصولا إلى الركبة. لكن تصريحات محمد جمال تبين أنها غير قابلة للتحقق على أرض الواقع.

## أرقام شخصية
| المسافة       | الرقم القياسي | الموقع  | التاريخ        |
| ------------- | ------------- | ------- | -------------- |
| 800 متر       | 1:59.69       | جينيف   | 11 يونيو 2005  |
| 1500 متر      | 3:56.79       | رييتي   | 14 يونيو 2005  |
| 3000 متر      | 8:28.87       | أوسلو   | 29 يوليو 2005  |
| 5000 متر      | 14:51.68      | هينجيلو | 29 مايو 2005   |
| ربع الماراثون | 34:19         | لوزان   | 24 أكتوبر 2004 |
| نصف الماراثون | 1:11:43       | أوستر   | 18 سبتمبر 2004 |

## وصلات خارجية
- مريم جمال على موقع الاتحاد الدولي لألعاب القوى (الإنجليزية)
- مريم جمال على موقع الدوري الماسي (الإنجليزية)
- مريم جمال على موقع رابطة إحصائيات سباق الطريق (الإنجليزية)
- مريم جمال على موقع اللجنة الأولمبية الدولية (الإنجليزية)
- مريم جمال على موقع أوليمبيديا (الإنجليزية)